# Schießkamera

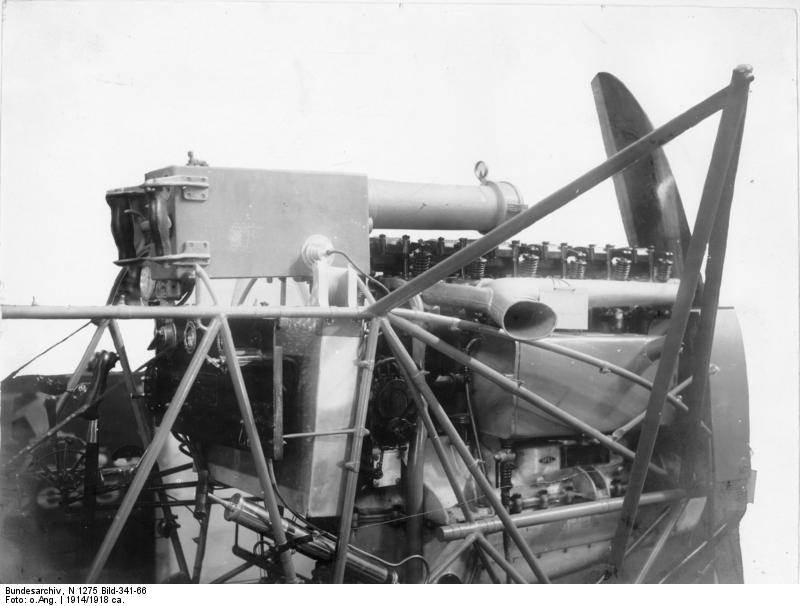
Zielübungskamera auf Fokker D.VII im Ersten Weltkrieg

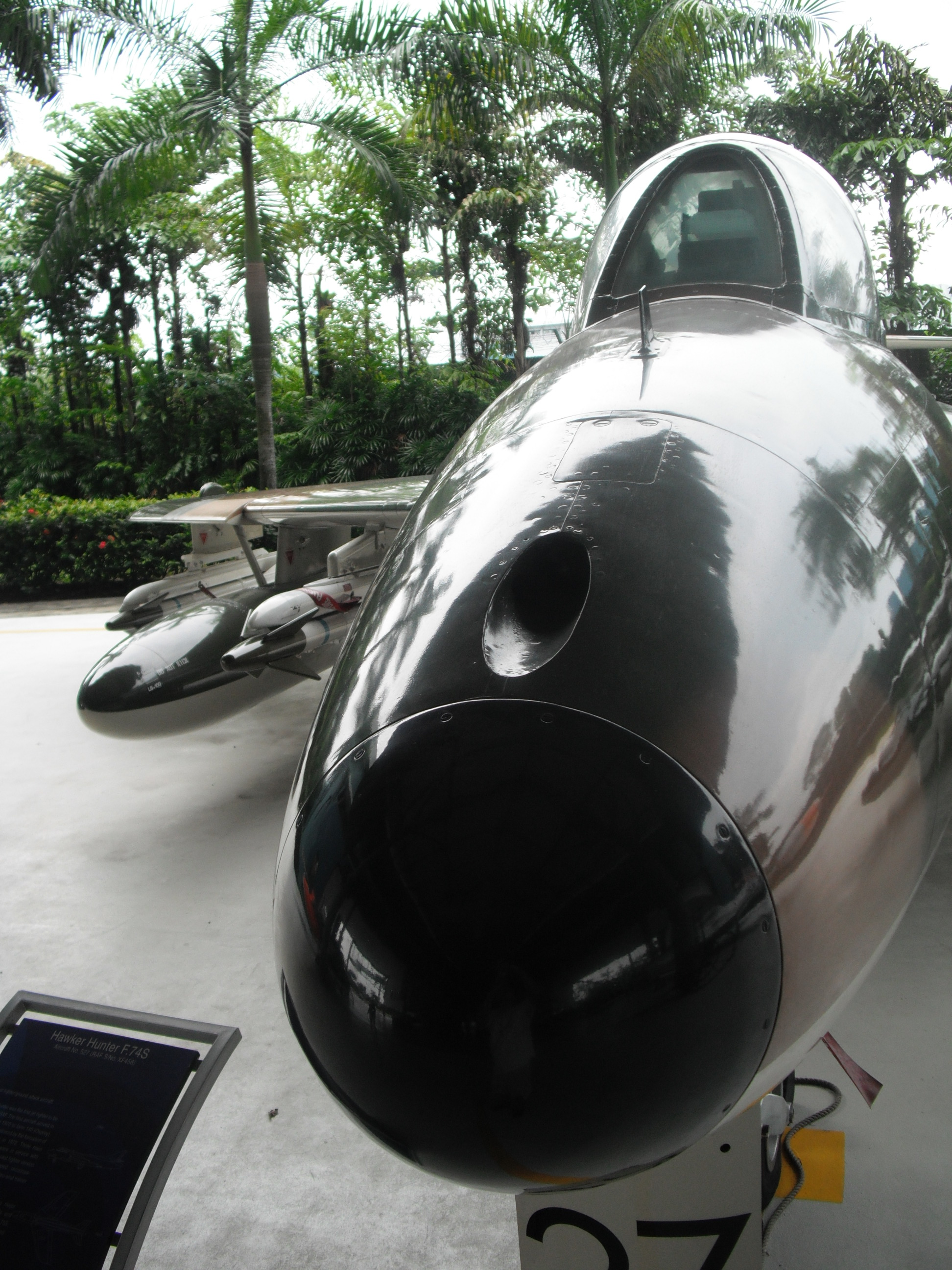
Hawker Hunter G-10, über der Nase ist die Schießkamera eingebaut

Eine Schießkamera (früher auch Foto-MG) ist eine Kamera (Fotoapparat, Filmkamera), die in einem Kampfflugzeug so eingebaut ist, dass ihre Objektivachse mit der Visierlinie der Bordwaffen übereinstimmt.
Die Schießkamera kann entweder die Wirkung der Bordwaffen im Einsatz dokumentieren, oder – anstatt der Bordwaffen – in einem Scheingefecht zu Trainingszwecken eingesetzt werden. Je nach Ausführung werden dabei Einzelbilder oder Filme erstellt.
Schießkameras werden seit den 1920er-Jahren in der militärischen Luftfahrt verwendet. Bereits während des Ersten Weltkrieges entwickelte Ernemann in Dresden die sogenannte Zielübungskamera. Heutige Weiterentwicklungen sind etwa Kameras in zielsuchenden Raketen, die den präzisen Einschlag der Waffe 
dokumentieren.

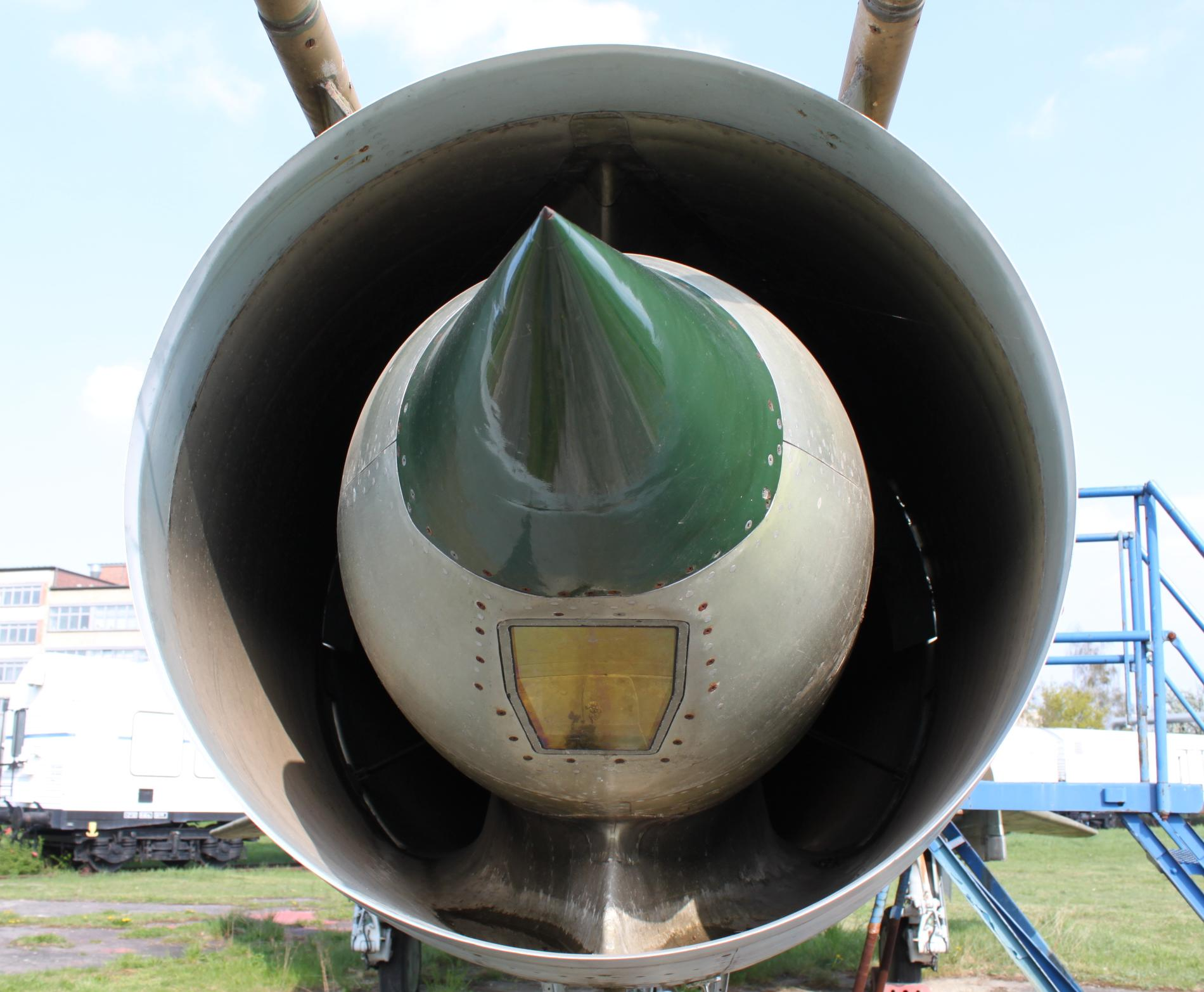
Schießkamera einer Su-22
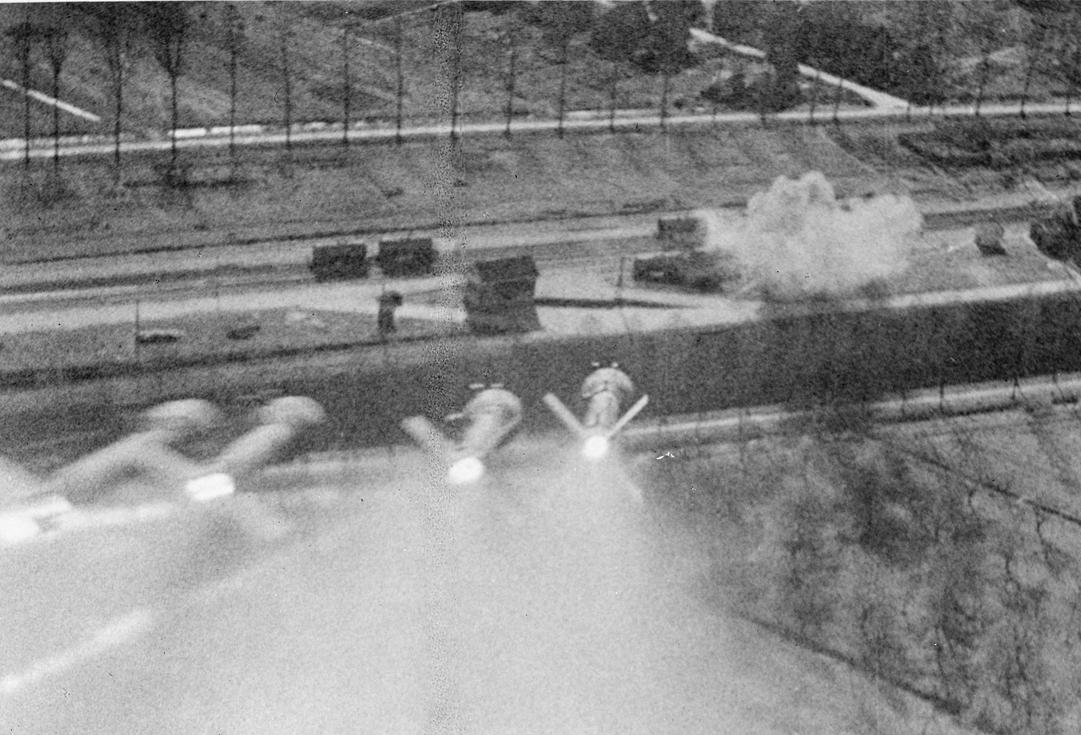
Erdangriff einer Hawker Typhoon mit ungelenkten Raketen
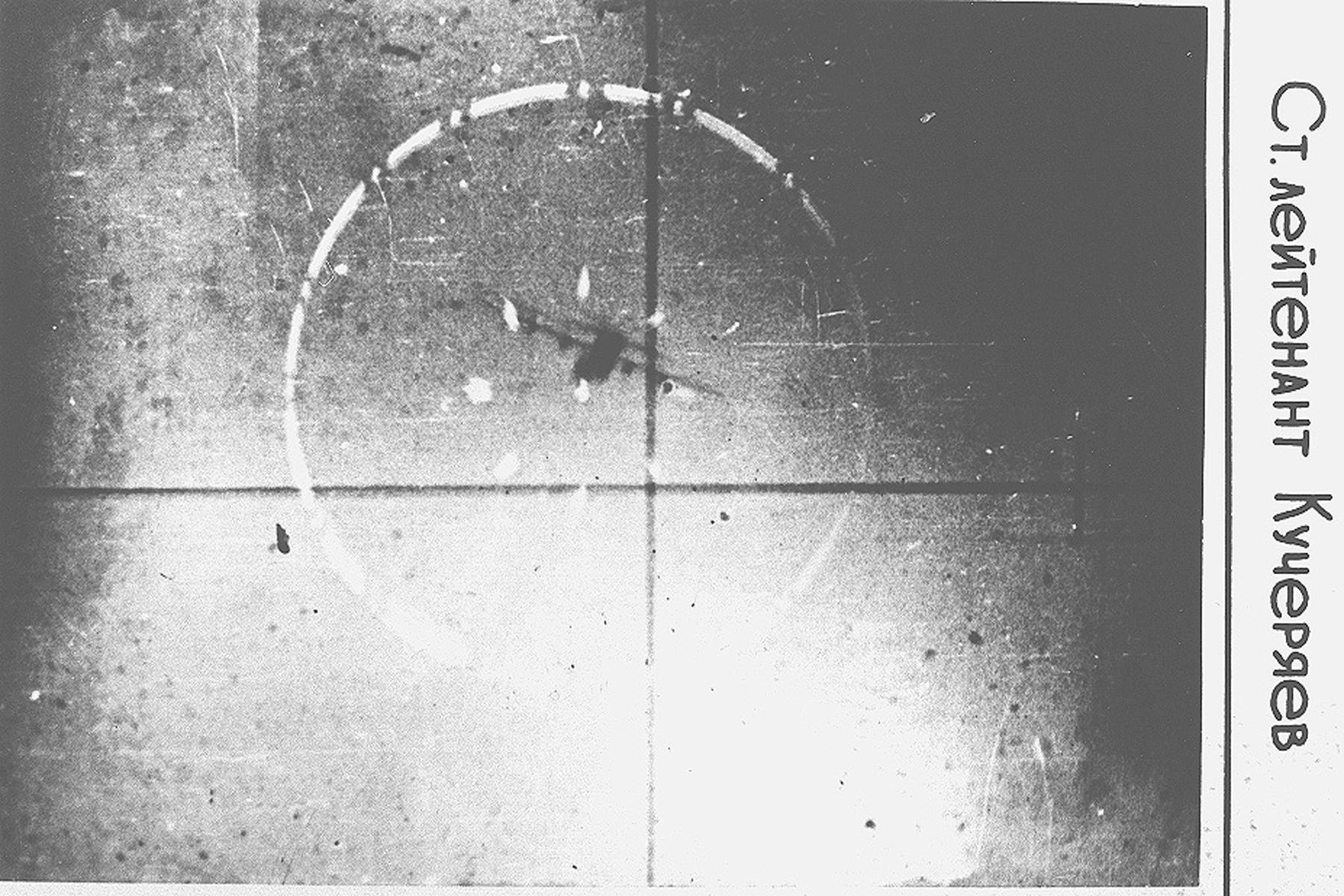
Eine C-130 wird von einer MiG-17 angegriffen